# Carlos, Conde de Molina
Carlos de Bourbon (em castelhano: Carlos María Isidro de Borbón; Aranjuez, 29 de março de 1788 — Trieste, 30 de março de 1855), conhecido na literatura lusófona pela designação de Infante Carlos de Bourbon, foi um infante da Espanha, segundo filho sobrevivente do rei Carlos IV da Espanha e de sua esposa, a princesa Maria Luísa de Parma. Ele foi o primeiro dos pretendentes carlistas ao trono da Espanha sob o nome de Carlos V. Carlos reivindicou o trono da Espanha após a morte de seu irmão mais velho, o rei Fernando VII, em 1833. Sua reivindicação foi contestada por forças liberais leais à filha do rei morto. O resultado foi a sangrenta Primeira Guerra Carlista (1833-1840). Dom Carlos teve apoio das províncias bascas e de grande parte da Catalunha, mas perdeu a guerra e nunca se tornou rei. Seus herdeiros continuaram a causa tradicionalista, travaram mais duas guerras carlistas e estiveram ativos em meados do século XX, mas nunca obtiveram o trono. 
O infante Carlos, era filho de Carlos IV e Maria Luísa de Parma e irmão de Fernando VII de Espanha. Nascido no Palácio Real de Aranjuez, foi obrigado, em consequência das Guerras Napoleônicas, a viver, com os seus irmãos, prisioneiro dos franceses entre 1808 e 1814 no Castelo de Valençay. Em 1814 regressou com o resto da família real para Madrid e jurou a Constituição Espanhola de 1812. Em setembro de 1816 casou com a sua sobrinha, a infanta Maria Francisca de Portugal, filha do rei D. João VI de Portugal e da rainha D. Carlota Joaquina da Espanha (sua irmã), da qual teve três filhos. Casou em segundas núpcias com a infanta Maria Teresa de Portugal, a Princesa da Beira, irmã da sua primeira esposa, não deixando descendência deste casamento. Carlos era um católico fervoroso. Acreditava na sucessão legítima, pelo que apesar de repetidamente incentivado pelos seus partidários a pegar em armas contra o seu irmão, sempre lhe foi fiel. Após a morte do irmão, embora nunca tenha verdadeiramente reinado, foi intitulado Carlos V pelos partidários do chamado ramo carlista, tendo mantido uma longa luta contra os apoiantes de sua sobrinha. Adoptou no final da sua vida, após renunciar a favor do filho, o título de Conde de Molina.

## Biografia
Dom Carlos Maria Isidro Benito de Borbón nasceu no Palácio Real de Aranjuez a 29 de março de 1788. Infante de Espanha, era filho de Maria Luísa de Parma e de Carlos IV de Espanha. O seu irmão mais velho viria a ser o rei Fernando VII de Espanha.
Esteve de 1808 a 1814 prisioneiro de Napoleão na França. Embora sem parte no Governo, fez-se conhecido por sua ortodoxia religiosa e firme crença no direito divino dos reis. Nas perturbações revolucionárias de 1820 a 1823 foi ameaçado pelos radicais extremistas, mas nunca foi directamente atacado.

### A Pragmática Sanção
Em maio de 1830 o rei Fernando VII de Espanha, irmão mais velho do Infante D. Carlos, publicou uma Pragmática Sanção que, derrogando a Lei Sálica, permitia às mulheres aceder ao trono espanhol na ausência de herdeiros varonis. O decreto havia sido originalmente aprovado em 1789, mas nunca tinha sido oficialmente promulgado. Não existindo qualquer filho legítimo varão, como era o caso, até então o infante D. Carlos tinha sido o herdeiro legítimo do seu irmão.
Em 10 de outubro de 1830 Maria Cristina de Bourbon, quarta esposa de Fernando VII, deu à luz uma filha, que foi baptizada com o nome de Isabel, substituindo, ao abrigo da Pragmática Sanção recém-publicada, o seu tio na posição imediata da linha de sucessão. Os apóstolicos continuaram a apoiar os direitos de D. Carlos ao trono, considerando a Pragmática Sanção ilegal e defendendo a sua legitimidade na sucessão. Ainda que em 1830 D. Carlos tenha aceite a Pragmática Sanção, retractou-se em 1833, recebendo em março desse ano ordem para abandonar Espanha e fixar a sua residência nos Estados Pontifícios. O porto de embarque foi fixado para a cidade de Cádis, mas devido a uma epidemia de cólera que então assolava aquela cidade, foi-lhe permitido embarcar no porto de Lisboa. Já em território de Portugal, apoiado nas suas ligações familiares com a dinastia reinante de D. Miguel, atrasou sucessivamente a sua partida e negou-se a regressar a Madrid para jurar fidelidade a Isabel como sucessora. Também não aceitou fazê-lo perante o embaixador Luis Fernández de Córdova, ali enviado em abril de 1833.
Face à recusa, Fernando VII ordenou o confisco dos seus bens e enviou-lhe uma fragata com a ordem de o conduzir a Roma. O capitão tinha instruções para lhe entregar 400 000 reais quando o navio tivesse zarpado de Lisboa. D. Carlos não só se recusou a embarcar, mas também comunicou aos principais governos europeus a sua decisão de não renunciar ao trono de Espanha. Tinha por principal apoiante e mentor Joaquín Abarca, o bispo de León, então desterrado em Portugal.
Enquanto esteve em Portugal, apoiou a regência de D. Miguel de Bragança, lutando contra a alteração nas leis de sucessão que permitiriam a D. Maria da Glória reinar. Apoiado na lei sálica, introduzida na Espanha por Filipe V, mas abolida pela Pragmática de 1830, reivindicou também sempre o direito de suceder no trono do irmão, nunca aceitando a realeza de sua sobrinha Isabel.

### A proclamação como Carlos V e a Primeira Guerra Carlista

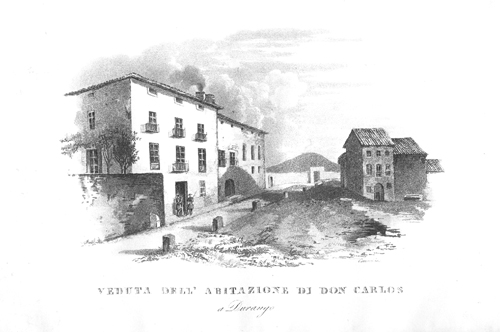
Casa de D. Carlos em Durango no ano 1837 (desenho de Isodore Magués)

Quando Fernando VII faleceu a 29 de setembro de 1833, com apenas 49 anos de idade, D. Carlos emitiu a 1 de outubro o Manifesto de Abrantes pelo qual declarava a sua ascensão ao trono com o nome de Carlos V. A 6 de outubro, o general Santos Ladrón de Cegama proclamou D. Carlos como rei de Espanha na localidade de Tricio (La Rioja), desencadeando assim a Primeira Guerra Carlista.
Com a derrota dos miguelistas na guerra civil portuguesa e acossado por a tropa de Isabel II que a mando do comandante general da Estremadura José Ramón Rodil y Campillo havia penetrado em Portugal, Carlos foi evacuado por mar num navio de guerra britânico, perante os protestos do Governo espanhol, chegando à Grã-Bretanha a 18 de junho de 1834. Em julho fugiu da ilha, atravessou a França de incógnito. Nunca se esclareceu se houve ou não cumplicidade dos governos britânico e francês na fuga. Entrando em Espanha pela fronteira de Navarra a 9 de julho. Permaneceu na Navarra e no País Basco durante a Primeira Guerra Carlista até ao ano de 1839, mantendo corte ambulante em Oñate, Estella, Tolosa, Azpeitia e Durango, acompanhando o seu exército. Em outubro de 1834 um decreto privou-o dos seus direitos como Infante de Espanha, acto que foi confirmado pelas Cortes em 1847.
Homem religioso e de costumes simples, foi muito bem recebido pela população rural daquelas terras. Adolfo Loning disse que era de carácter antipático, sem palavra nem olhar amável para os soldados. Lassala afirma que jamais foi visto no campo de batalha. Em 1835, enquanto se iniciava a desordenada retirada carlista após a batalha de Mendigorría, estava a comer na povoação e esteve a ponto de ser aprisionado.
No Verão de 1837 organizou a chamada Expedição Real na qual à frente de grande parte das suas tropas bascas, castelhanas e navarras marchou pela Catalunha e o Maestrazgo até às portas de Madrid, ao que parece seguindo notícias falsas sobre um possível matrimónio entre um de seus filhos e Isabel II. Não se cumpriram as suas expectativas e já em retirada, acossado por Baldomero Espartero, voltou com as suas tropas à Biscaia. Perante a frustração produzida pelo seu fracassado intento para solucionar o problema sucessório assim como pela desastrosa retirada, tomou medidas drásticas contra os comandos do seu exército e da sua administração: oficiais e civis que o haviam servido desde a época de Tomás de Zumalacárregui foram demitidos dos seus cargos, encarcerados, processados, e incluso assassinados. A sua corte acabou composta por conselheiros pouco competentes e sem iniciativa, sendo o bispo Abarca o mais influente. Chamavam-lhes os ojalateros já que se contava que não faziam outra cosa que queixar-se do ocorrido durante a Expedição Real, com frases que começavam sempre com Ojalá ... .
A atitude pessimista da corte frente aos problemas civis e militares provocaram grande descontentamento tanto entre os comandos como na tropa, acrescentando-se também as desconfianças entre si dos batalhões das três províncias bascas e navarras, que recusaram combater fora do âmbito geográfico das suas províncias, assim como com os batalhões castelhanos. Em outubro de 1837, após a morte de sua primeira mulher, casou com sua sobrinha Maria Teresa e em junho de 1838 nomeou Rafael Maroto como comandante em chefe, o qual se dedicou a reorganizar o exército, mas afrontando escassas acções bélicas. Em fevereiro de 1839 mandou fuzilar três generais sob a acusação de que teriam organizando uma conspiração contra ele e exigiu a Carlos a destituição de todos os seus adversários. Perante isto, Carlos destitui-o a 21 de fevereiro e declarou-o traidor, ainda que a 25 de fevereiro reconsiderou a sua postura e acedeu às suas petições. Maroto começou negociações secretas com os isabelinos que ficaram concluídas em 1839 com a assinatura do Convénio de Oñate, também conhecido como abraço de Vergara. O seu arquivo, confiscado por Espartero e depositado em 1839 na biblioteca do bispado de Calahorra, está desaparecido.
A 14 de setembro de 1839 cruzou a fronteira francesa e o governo francês decidiu instalá-lo em Bruges com sua mulher e filhos. Ali, a 18 de maio de 1845 abdicou em seu filho Carlos Luis, que adoptou o título de Carlos VI.
Seus partidários se envolveram em conspirações para o colocar no trono de Espanha. Tradicionalistas e conservadores, provocaram guerra civil em que foram vencidos em 1840. A Espanha se dividia em dois partidos, chefiados por membros da família real.
Isabel II tinha três anos, sua mãe Maria Cristina foi nomeada regente. A guerra civil em Portugal impediu Carlos de deixar o país, e nada pode fazer em benefício dos espanhóis rebelados em seu nome, que o tinham proclamado rei como Carlos V. Estourou a guerra civil, em conflitos que perduraram no século XIX e ficaram conhecidos como Guerras Carlistas.
Em 27 de outubro de 1837 foi despojado dos direitos de Infante de Espanha por decreto real, confirmado pelas Cortes em 15 de janeiro de 1837. Tornou-se assim conde de Trieste, refugiou-se na França e renunciou em 1844 em prol do primogénito. Exilado, tomou o título de conde de Molina e se radicou na Áustria, onde a família se extinguiu em 1936.

### Casamento e posteridade
Casou duas vezes.

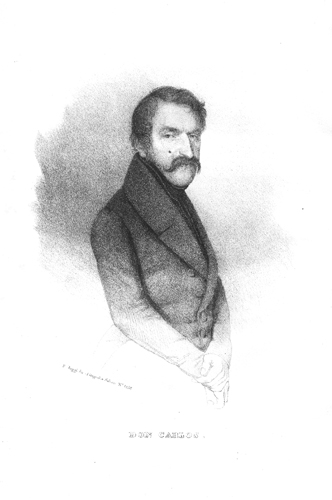
D. Carlos de Borbón desenhado por Isodore Magués em 1837

- Primeiro, em Madrid, em 4 de setembro de 1816 com Maria Francisca de Assis de Bragança (Queluz 1800 — 1834 Alverstoke, Inglaterra), Infanta de Portugal, filha de D. João VI e de sua irmã D. Carlota Joaquina de Borbón-Espanha ou seja sua sobrinha; Maria Francisca era irmã da segunda esposa de seu irmão Fernando VII.
- Casou depois, em fevereiro de 1838, com sua cunhada e sobrinha; a Infanta de Portugal Maria Teresa de Bragança, Princesa da Beira, nascida em Queluz em 1793 e morta em 1874, viúva de Pedro Carlos, príncipe da Espanha (filho do Infante Gabriel de Bourbon e neto de Carlos III da Espanha).

Do seu primeiro casamento nasceram três filhos:
1. Carlos Luís Maria Fernando, ou Carlos VI para os carlistas. Nasceu em 1818 e morreu em 1861, envenenado, sendo sepultado em Trieste. Infante de Espanha, Conde de Montemolin em 1845. Pretendente carlista ao trono espanhol de 1845 a 1861. Casou em Caserta em 1850 com Maria Carolina Fernanda (Nápoles, 1820-1861) que também morreu envenenada e foi sepultada em Trieste. Maria Carolina Fernanda era Princesa de Bourbon-Duas Sicílias, filha de Francisco I das Duas Sicílias e da Infanta de Espanha Maria Isabela de Borbon; era irmã de Fernando II das Duas Sicílias. Não tiveram posteridade. Fez inúteis tentativas, na Segunda Guerra Carlista, em 1844, sobretudo na Catalunha, entre 1847 a 1848. Sucedeu ao pai na pretensão ao trono pois este abdicou nele em 1844. No ano de 1846, quando se negociava o casamento da rainha Isabel II, sua prima, o Governo austríaco tentou uma aliança entre ambos, mas como Carlos exigia reconhecimento completo de seus direitos, o Governo espanhol recusou. Em abril de 1860 ele e o irmão Ferdinando desembarcaram em San Carlos de la Rapita, na foz do rio Ebro, mas não houve qualquer levante carlista e os príncipes salvaram a vida por uma abjecta renúncia a seus direitos. Em Colónia, em 15 de junho, Carlos publicamente retirou sua renúncia, alegando vergonhosamente que fora extorquida por medo.
2. Fernando Maria José (Escorial 1824 — 1861 Brünnsee) Infante de Espanha.
3. Don Juan Carlos Maria Isidro (Aranjuez 1822 — 1887 Brighton); Infante da Espanha, Conde de Montizon, Duque de Madrid em 1861, representante da causa carlista, pretendente ao trono espanhol como Juan I e pretendente ao trono francês de 1861 a 1868, ano em que abdicou. Morto o conde de Chambord em 1883 tornou-se o primogénito da família Capeto, chefe da Casa de França. Os legitimistas consideraram-no então herdeiro do trono francês como Jean III. Em 3 de janeiro de 1868 renunciou formalmente aos seus direitos em benefício do filho, chamado Carlos VII pelos carlistas, Duque de Madrid. Em 1847 casou em Modena com Maria Beatriz (Modena 1824 — 1906 Görz) arquiduquesa de Áustria-Este, segunda filha de Francisco IV José d'Este, Duque de Módena, e de Maria Beatriz Vitória de Saboia, filha do rei da Itália Vítor Emanuel II da Itália, cuja irmã Maria Teresa casara com o conde de Chambord.